# Peerhofsiedlung

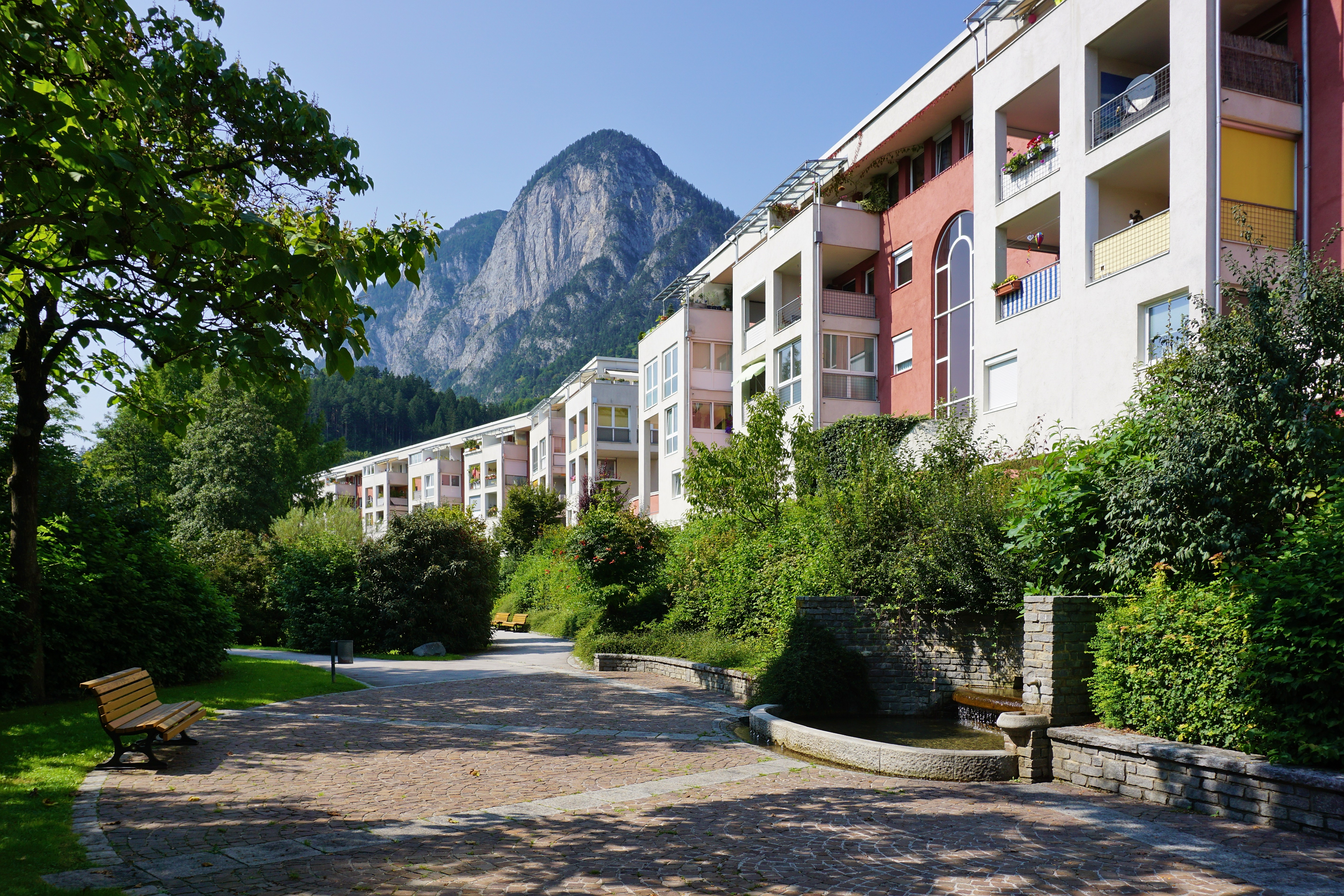
Peerhofsiedlung

Die Peerhofsiedlung (ehem. Peerhöfe) ist eine Ortslage von Innsbruck in Tirol mit über 750 Wohnungen, die bis Mitte der 1990er Jahre von 13 Architekten und fünf Wohnbauträgern errichtet wurden. Die Peerhofsiedlung war zum Zeitpunkt der Planung und Errichtung das größte Stadterweiterungsgebiet von Innsbruck und hat die weitere Wohnbautätigkeit in Innsbruck stark beeinflusst.

## Geografie und Lage
Die Peerhofsiedlung liegt 2½ Kilometer nordwestlich des Stadtzentrums oberhalb des Flughafens Innsbruck, am linken Hang des Inntals, am Fuß der Nordkette auf Höhen um 662 m ü. A. Über der Peersteinsiedlung stehen die Frau Hitt (2270 m ü. A.) und der Kleine Solstein (2637 m ü. A.).
Die Peerhofsiedlung gehört, zusammen mit den statistischen Bezirken (Zählbezirke) Lohbachsiedlung (84,8 ha, 5009 Einwohner, 541 Gebäude) nördlich des Flughafens, mit den Gebäuden der technischen Fakultäten der Universität Innsbruck, davon nördlich Hörtnaglsiedlung (626,9 ha, 5290 Einwohner, 879 Gebäude) mit Allerheiligen zum Stadtteil Hötting West.

## Geschichte, Infrastruktur und Sehenswürdigkeiten
1985 bis 1990 wurde im Westen Innsbrucks unter dem Bürgermeister Romuald Niescher und Stadtplaner Arnold Klotz vor allem von den Architekten Horst Parson zusammen mit Arno Heinz, Günther Norer und Peter Thurner die Peerhofsiedlung erbaut („Viererbande“).
Die Peerhofsiedlung ist nach dem hier 1983 abgebrochenen Bauernhof (Peerhof) benannt.

## Verkehr

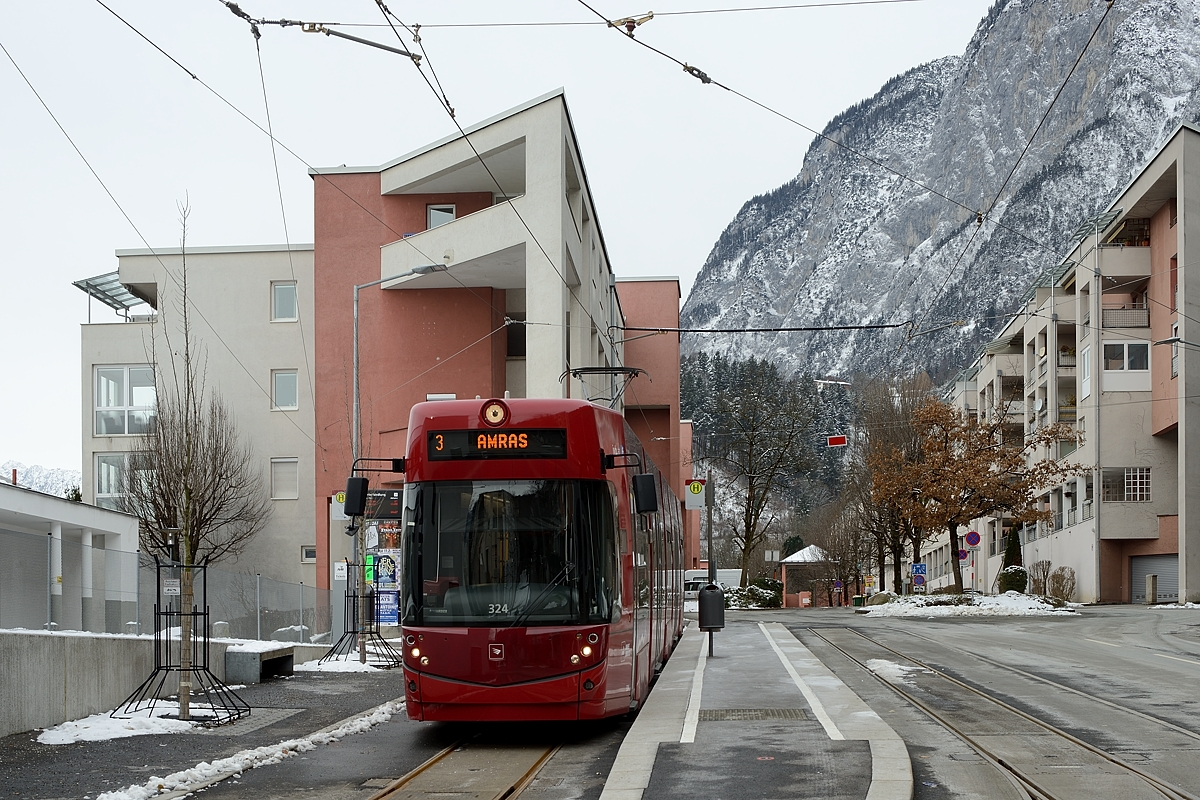
Straßenbahn in der Endhaltestelle Peerhofsiedlung

Seit Jänner 2019 bindet die Straßenbahnlinie 2 (Dezember 2017 – Jänner 2019: vorübergehend 3) die Peerhofsiedlung an die Innenstadt an und löste die ehemalige O-Bus Linie und spätere Dieselbuslinie O vollständig ab. Die Peerhofstraße zweigt von der Viktor-Franz-Hess-Straße ab und führt direkt in die Peerhofsiedlung.

## Gewässer
Unterhalb der Peerhofsiedlung fließt der westliche Abschnitt des Lohbachs, der 1988 renaturiert und als Biotop gestaltet wurde. Ein Teil des Wassers des Lohbachs wird in den Teich in der Peerhofsiedlung gepumpt, dessen Überlauf über einen Wasserfall wieder in den Lohbach fließt.

## Nachweise
1. ↑  TIGEWOSI, Neue Heimat Tirol, WE - Wohnungseigentum, BUWOG, Alpenländische Heimstätte.
2. ↑  Innsbrucks Stadtentwicklung in Buchform, Innsbruck informiert, 11. Mai 2016.
3. ↑  Stadt Innsbruck: Fläche, Einwohner und Gebäudezahl der einzelnen Zählsprengel und statistischen Bezirke der Stadt Innsbruck (Stand: April 2014) (Memento des Originals vom 14. Juli 2022 im Internet Archive)  Info: Der Archivlink wurde automatisch eingesetzt und noch nicht geprüft. Bitte prüfe Original- und Archivlink gemäß Anleitung und entferne dann diesen Hinweis. (PDF; 143 kB)
4. ↑  Hofnarr, geteert und gefedert, Tiroler Tageszeitung, 3. August 2015.
5. ↑  Weitere beteiligte Architekten: Ernst Bliem, Helmut Grassberger, Peter Kirchmaier, Peter Leibetseder, Peter Lorenz, Peter Pontiller, Peter Swienty, Joachim Fanta (Kindergarten) gemäß: Peerhofsiedlung, next room.
6. ↑  Lohbach naturnah gestaltet. Auch Schulkinder halfen mit. In: Innsbrucker Stadtnachrichten, Nr. 7, 1988, S. 1 (Digitalisat)
7. ↑  Ein Auge auf das Naturjuwel Lohbach. In: Innsbruck informiert, Juni 2008, S. 12 (Digitalisat)